# Lago Sägistalsee
O Lago Sägistalsee é um lago localizado no Cantão de Berna, Suíça. Este lago apresenta uma superfície de 7 ha. 
Os sedimentos deste lago têm sido estudados para determinar o clima do passado e as atividades humanas.